# Sicydium tuerckheimii
Sicydium tuerckheimii là một loài thực vật có hoa trong họ Cucurbitaceae. Loài này được John Donnell Smith miêu tả khoa học đầu tiên năm 1911.